# Mercedes-Benz O 302
.
Mercedes-Benz O 302 turistički i međugradski autobus njemačkog proizvođača Mercedes-Benz koji je se proizvodio od 1964. do 1974. godine. Zamijenio ga je model O 303.
Zanimljivo je da su se na starijim primjercima vrata za ulaz i izlaz putnika otvarala ručno.
1969. godine predstavljen je model "OE 302" koi je imao automatska vrata za ulaz i izlaz putnika. 
Brojna prijevoznička poduzeća u Hrvatskoj imala su ovaj model autobusa u svom voznom parku.